# Izh 2126
O Izh 2126, apelidado de "Oda" (em russo:  Ода, "ode"), é um hatchback produzido pela montadora soviética IZh (mais tarde russa "OAO Izhmash" e, finalmente, "IzhAuto") entre 1990 e 2005.

## História
O Oda foi um substituto prático do Izh 2125 Kombi de 1982 e o último dos veículos projetados em Izhevsk. Uma variante de picape/furgão, conhecida como Izh 2717, também foi produzida de 1991 a 2005. O primeiro protótipo apareceu em 1977, mas a produção foi adiada.

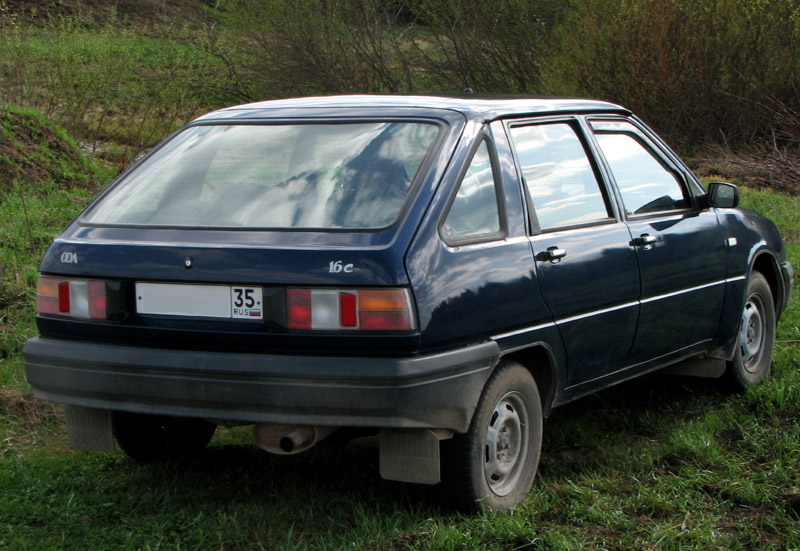
Vista traseira

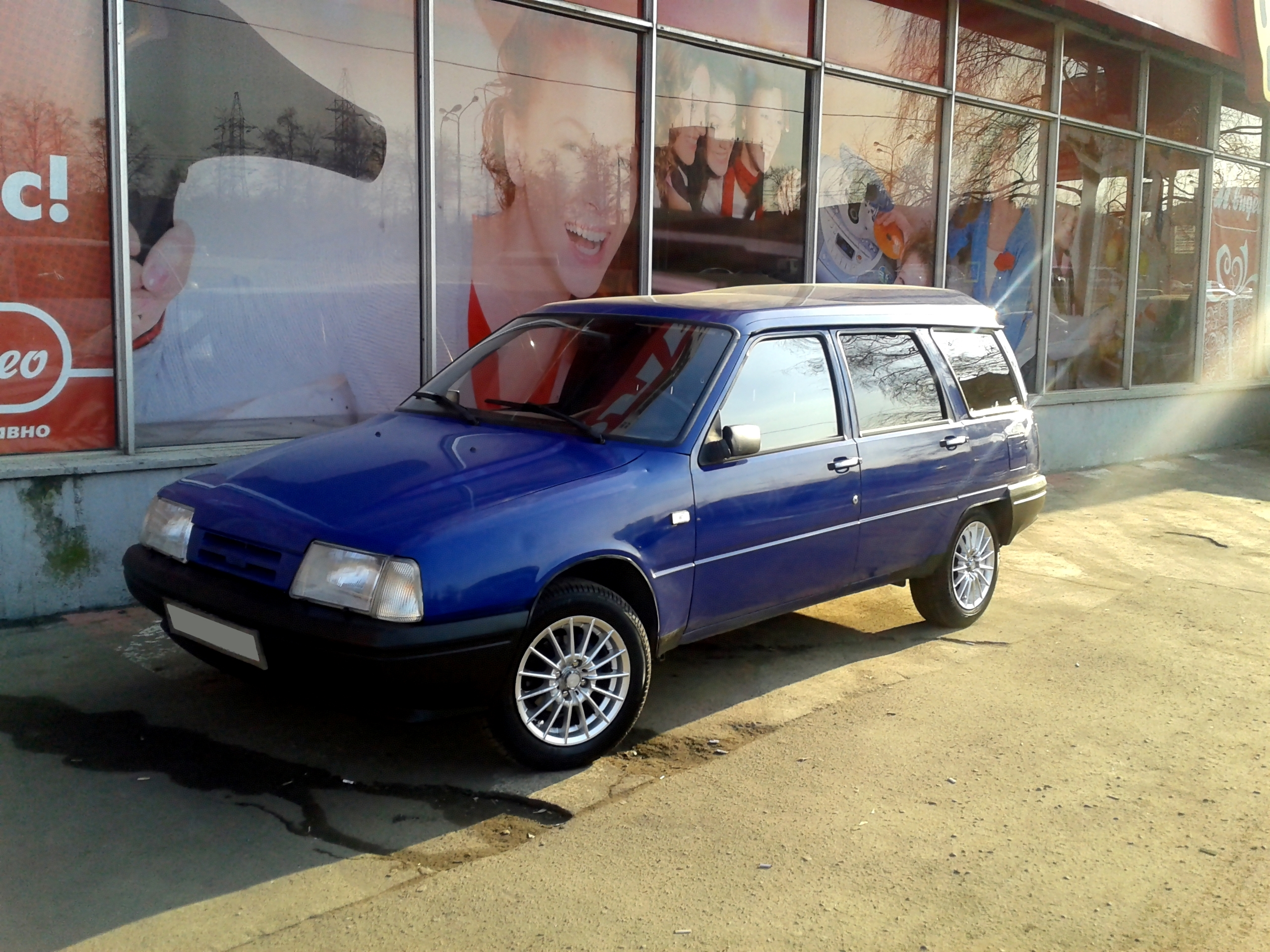
IZH-21261

Os primeiros protótipos, concebidos no final da década de 1980, implementaram a base do Moskvitch Aleko, com empréstimos notáveis no estilo da carroceria, enquanto o trem de força apresentava um motor e transmissão da Kombi 2125 atualizados. Conforme planejado, o Izh Oda entrou em produção no final de 1991 junto com a Kombi. Assim como a Kombi, também estava prevista a liberação para exportação, o que nunca ocorreu.
Com o colapso da URSS, a AZLK (que era mais ou menos a fábrica-mãe da IZH na altura) começou a perder receitas antes de ser privatizada, e a IZH teve de converter a produção de cerca de metade das suas linhas para outras indústrias (como a de armas de fogo) para manter a produção. seu mercado automotivo funcionando. Como resultado, apenas um pequeno número de cerca de 5.000 modelos Izh 2126 foram lançados entre 1992 e 1995.
A partir de 1996, a IZH abandonou a marca Moskvitch e se fundiu com a AutoVAZ, criando a empresa "IzhAuto". A fusão permitiu atualizar ainda mais o Oda com recursos derivados do VAZ, como o design interior e tração dianteira do Lada 110, ao mesmo tempo em que implementava o motor 2106 do Samara. O resultado foi um aumento na procura do consumidor e, em 1997, todos os modelos anteriores baseados em Moskvitch foram descontinuados, enquanto a linha principal passou a produzir apenas o 2126 e o 2717.
Os anos mais vendidos deste modelo ocorreram entre aproximadamente 1998 e 2002, quando o mercado externo ainda não era acessível ao consumidor médio russo, e as marcas de hatchbacks da classe popular (como Lada Sputnik) não ofereciam muito basicamente pelo mesmo preço. O Oda também foi vendido brevemente no Cazaquistão, Ucrânia e Bielorrússia por volta de 2003, o que era um futuro promissor para ambos os modelos da IzhAuto.
No entanto, no início de 2005, o governo russo ultrapassou a parte do país nas normas de emissões europeias, para as quais outros fabricantes de automóveis russos redesenharam os seus veículos. A IzhAuto, no entanto, não tinha fundos suficientes para participar do programa, o que obrigou a empresa a descontinuar todos os seus modelos, e não conseguiu atualizar seus carros para atender à qualificação do novo padrão russo de emissão de gases. Os últimos modelos Oda saíram da linha de montagem em setembro de 2005.
A partir de 2008, partes das antigas linhas de produção do Izh 2126/2717 foram readaptadas para a produção do hatchback Lada Priora. Em 2014, a maior parte da planta de produção passou por uma grande reconstrução para aceitar também a montagem da variante hatchback do Lada Granta, bem como dos próximos Lada XRAY e Lada Vesta a partir de 2016.
Em 2001, o carro antigo, com design que remonta a 1977, recebeu zero estrelas de quatro possíveis pelo programa russo de avaliação de segurança ARCAP.

## Produção
Um total de 230.781 veículos foram produzidos na fábrica de Izh:
- Izh 2126 Oda (1990-2005): 141.510 unidades
- Izh 27171 pick-up (1995-2005): 3695 unidades
- Izh 2117 Kombi (1998-2005): 73.442 unidades
- Izh 21261 Fabula (2003-2005): 12.134 unidades